# Stethodesma strachani
Stethodesma strachani är en skalbaggsart som beskrevs av Bainbridge 1840. Stethodesma strachani ingår i släktet Stethodesma och familjen Cetoniidae. Inga underarter finns listade i Catalogue of Life.